# Chapelle de Saint-Jacut
Pour les articles homonymes, voir Chapelle Sainte-Barbe.
La chapelle de Saint-Jacut est située sur la commune de Plestin-les-Grèves en France.

## Localisation
La chapelle est située sur la commune de Plestin-les-Grèves au lieu-dit de Lézormel dans le département des Côtes-d'Armor, dans la région Bretagne.

## Description
La chapelle est tapissée de peintures murales qui datent de la fin du XVIe siècle et aujourd'hui restaurées. Sur le mur nord se trouve représentée sur deux niveaux l'histoire de la passion du Christ ainsi qu'une représentation du pape Grégoire. Sur trois niveaux sont représentées les vanités (figures allégoriques figurant l'orgueil, l'avarice, la jalousie, la colère, la luxure, la gourmandise et la paresse souvent assimilées aux sept pêchés capitaux). Les statues à double face ont été sauvées, débris d'un calvaire du XVIe siècle détruit en 1793 et qui se dressait à l'entrée de l'enclos,.

## Historique
Au XIe siècle, Hingethen, abbé de Saint-Jacut-de-la-Mer, aurait fait relever un ancien édifice cultuel : en 1163, le pape Alexandre III avait confirmé l'abbaye dans sa possession. La décadence du monastère au XVe siècle, permit à Guillaume de Lésormel d'agréger la chapelle au patrimoine seigneurial. La chapelle en ruine fut reconstruite selon les plans et sous la conduite d'Etienne Beaumanoir, architecte à Morlaix. Elle fut achevée en 1496 et consacrée en 1498. À la fin du XVIe siècle et au début du XVIIe siècle, le décor intérieur fut augmenté de peintures murales dont les fragments apparents attestent d'une œuvre de grande qualité artistique. À la même époque, l'enclos fut complété d'un calvaire à personnages. La chapelle forme avec la maison du chapelain attenante un ensemble indissociable.
L'intérieur de la maison du chapelain est inscrit et l'ensemble de la chapelle avec son enclos sont classés au titre des monuments historiques par arrêtés du 20 mai 1998 et 27 mars 2000,.

## Protection
Éléments protégés : l'intérieur de la maison du chapelain (20 mai 1998) ; l'ensemble de la chapelle et son enclos, à savoir : la chapelle en totalité, les murs de l'enclos avec ses sols, le calvaire, les façades et toitures de la maison du chapelain attenante (27 mars 2000).